# Ard (Bibel)
Ard (hebr. ארד, bucklig) war der Stammvater der Arditer (4 Mos 26,40 ). Er war der jüngste Sohn Benjamins (1 Mos 46,21 ) oder der Sohn von Bela (4 Mos 26,38 ) und der Enkel (4 Mos 26,40 ) von Benjamin sowie der Bruder von Naaman. Es wird vermutet, dass er mit Addar in 1 Chr 8,3  identisch ist.